# Габро
Га́бро — магматична інтрузивна рівномірнозерниста порода, що складається з основного плагіоклазу, моноклінного піроксену, олівіну або рогової обманки.

## Етимологія
Термін «габро» використовувався в 1760-х роках для назви набору гірських порід, які були знайдені в офіолітах Апеннінських гір в Італії. Його назвали на честь містечка Габбро, муніципалітет Розіньяно-Мариттімо в Тоскані. Потім, у 1809 році, німецький геолог Леопольд фон Бух використав цей термін більш вузькому значенні у своєму описі італійських офіолітових порід. Він дав назву «габро» гірським породам, які сьогодні геологи називають «метагабро» (метаморфізоване габро).

## Мінеральний склад і властивості
Густина 2,8—3,2.
Текстура масивна, однорідна.
Колір чорний, темно-зелений, рідше плямистий.
Габро — глибинний аналог базальту. Хім. склад (%): SiO2 — 48,24; Al2O3 — 17,88; Fe2O3 — 3,16; FeO — 5,95; MgO — 7,57; CaO — 10,99; Na2O — 1,55; K2O — 0,89; TiO2 — 0,97.
Другорядні мінерали: титаномагнетит, біотит, нефелін та інші фельдшпатоїди, іноді кварц і ортоклаз.
Характерні акцесорні мінерали: апатит, піротин, плеонаст, хроміт і пікотит.

## Різновиди
За мінеральним набором розрізняють габро: анортозити, норити, троктоліти. Анортозити позбавлені темнокольорових мінералів, багаті на плагіоклаз (85-90 %). З них відомі лабрадорити — анортозити, або плагіоклазити, що складаються здебільшого з лабрадору. Вони часто мають красиву блакитнувату, фіолетову або зеленувату гру кольорів, пов'язану з оптичними властивостями лабрадора, званими іризацією. Норити — габро, що містить крім моноклінного, ще й ромбічний піроксен в помітних кількостях. Троктоліти — це габро, що складається тільки з плагіоклазу та олівіну. Габро, що містить у помітних кількостях олівін (> 5 %) називається олівіновим габро.
Габро анальцимове, — інтрузивна гірська порода, те ж, що й тешеніт.
Габроїди (також відомі як габроїчні породи) — це сімейство грубозернистих магматичних порід, подібних до габро.

## Поширення
Габро формує лаколіти, лополіти, інтрузивні поклади, дайки і штоки.
Масиви габро зустрічаються як в континентальних, так і в океанічних областях і мають різний вік починаючи з архейського.
Майже всі габро зустрічаються в плутонічних тілах, хоча габро можна знайти як грубозернисту фацію деяких лав. Габро може утворюватися як масивна однорідна інтрузія шляхом кристалізації піроксену та плагіоклазу in situ, або як частина шаруватої інтрузії у вигляді кумуляту, утвореного в результаті осадження піроксену та плагіоклазу.
Габро і габроїди зустрічаються в деяких батолітах, але ці породи є відносно незначними компонентами цих дуже великих інтрузій, оскільки їх вміст заліза та кальцію зазвичай робить габро та габроїдну магму занадто щільною, щоб мати необхідну плавучість. Однак габро є важливою частиною океанічної кори, і його можна знайти в багатьох офіолітових комплексах у вигляді шаруватого габро. Ці шаруваті габро, можливо, утворилися з відносно невеликих, але довгоживучих магматичних камер, що лежать під серединно-океанічними хребтами.
Шаруваті габро також характерні для лополітів, які являють собою великі блюдцеподібні інтрузії, переважно докембрійського віку. Яскраві приклади лополітів включають Бушвельдський комплекс у Південній Африці, інтрузію Мускукс на північно-західних територіях Канади, інтрузію На острові Рум архіпелагу Внутрішні Гебриди, входить до складу адміністративної одиниці Лохабер, Шотландія, комплекс Стіллуотер у Монтані та шаруваті габро поблизу Ставангера, Норвегія. Габро також присутні в породах, пов'язаних з лужним вулканізмом континентального рифтингу.
В Україні є в межах Українського щита, зокрема Коростенського плутону; на Кіровоградському блоці — у Корсунь-Новомиргородському плутоні й на Приазовському блоці — долинах рр. Кальміусу та Кальчика. Родовища габро — в Житомирській обл. (Головинське, Турчинське, Рудня Шляхова та ін.).

## Використання
Використовується як облицювальний і штучний камінь, щебінь.
Різновид габро — лабрадорит — декоративний будівельний матеріал.
Габро часто містить цінні кількості сульфідів хрому, нікелю, кобальту, золота, срібла, платини та міді. Наприклад, риф Меренського є найважливішим джерелом платини у світі.
Габро відоме в будівельній галузі під торговою назвою чорного граніту. Однак габро важко обробляти, що обмежує його використання.